# Sangun-myeon
Sangun-myeon (koreanska: 상운면, 祥雲面) är en socken i den östra delen av Sydkorea, 180 km sydost om huvudstaden Seoul. Den ligger i kommunen Bonghwa-gun i provinsen Norra Gyeongsang.